# Victorino Alvarez Tena
Victorino Alvarez Tena (* 10. März 1920 in Puruándiro, Michoacán, Mexiko; † 4. November 1987) war ein mexikanischer Geistlicher und römisch-katholischer Bischof von Celaya.

## Leben
Victorino Alvarez Tena empfing am 10. April 1943 die Priesterweihe für das Erzbistum Morelia.
Papst Johannes XXIII. ernannte ihn am 24. Mai 1962 zum ersten Bischof des neugegründeten Bistums Apatzingán. Der Erzbischof von Morelia, Mario Pio Gaspari, spendete ihm am 25. Juli desselben Jahres die Bischofsweihe; Mitkonsekratoren waren José Abraham Martínez Betancourt, Bischof von Tacámbaro, und Alfonso Sánchez Tinoco, Bischof von Papantla.
Er nahm an allen vier Sitzungsperioden des Zweiten Vatikanischen Konzils teil.
Papst Paul VI. ernannte ihn am 14. Februar 1974 zum ersten Bischof des im Oktober 1973 errichteten Bistums Celaya.